# ملهو
ملهو (به انگلیسی: Malhoo) یک منطقهٔ مسکونی در پاکستان است که در اتک، پاکستان واقع شده‌است.